# 4e étape du Tour de France 2004
Pour un article plus général, voir Tour de France 2004.
La 4e étape du Tour de France 2004 s'est déroulée le 7 juillet 2004. Il s'agit d'un contre-la-montre par équipes sur 64,5 kilomètres entre Cambrai et Arras.

## Classement de l'étape
| \| Classement de l'étape \| Classement de l'étape \| Classement de l'étape \| Classement de l'étape \| Classement de l'étape \| \| Coureur \| Coureur \| Pays \| Équipe \| Temps \| \| --------------------- \| ----------------------------- \| --------------------- \| --------------------- \| --------------------- \| \| 1re \| US Postal Service-Berry Floor \| \| \| 1 h 12 min 03 s \| \| 2e \| Phonak Hearing Systems \| \| \| + 1 min 07 s \| \| 3e \| Illes Balears-Banesto \| \| \| + 1 min 15 s \| \| 4e \| T-Mobile \| \| \| + 1 min 19 s \| \| 5e \| CSC \| \| \| + 1 min 46 s \| \| 6e \| Rabobank \| \| \| + 1 min 53 s \| \| 7e \| Liberty Seguros \| \| \| + 2 min 25 s \| \| 8e \| Euskaltel-Euskadi \| \| \| + 2 min 35 s \| \| 9e \| Saeco \| \| \| + 2 min 36 s \| \| 10e \| Alessio-Bianchi \| \| \| + 2 min 57 s \| |                               |      |        |                 |
| |                               |      |        |                 |
| |                               |      |        |                 |
| Classement de l'étape |                               |      |        |                 |
| Coureur | Coureur                       | Pays | Équipe | Temps           |
| 1re | US Postal Service-Berry Floor |      |        | 1 h 12 min 03 s |
| 2e | Phonak Hearing Systems        |      |        | + 1 min 07 s    |
| 3e | Illes Balears-Banesto         |      |        | + 1 min 15 s    |
| 4e | T-Mobile                      |      |        | + 1 min 19 s    |
| 5e | CSC                           |      |        | + 1 min 46 s    |
| 6e | Rabobank                      |      |        | + 1 min 53 s    |
| 7e | Liberty Seguros               |      |        | + 2 min 25 s    |
| 8e | Euskaltel-Euskadi             |      |        | + 2 min 35 s    |
| 9e | Saeco                         |      |        | + 2 min 36 s    |
| 10e | Alessio-Bianchi               |      |        | + 2 min 57 s    |

## Classement général
| \| Classement général \| Classement général \| Classement général \| Classement général \| Classement général \| \| Coureur \| Coureur \| Pays \| Équipe \| Temps \| \| ------------------ \| ---------------------- \| ------------------ \| ----------------------------- \| ------------------ \| \| 1er \| Lance Armstrong \| États-Unis \| US Postal Service-Berry Floor \| DQ \| \| 2e \| George Hincapie \| États-Unis \| US Postal Service-Berry Floor \| DQ \| \| 3e \| Floyd Landis \| États-Unis \| US Postal Service-Berry Floor \| + 16 s \| \| 4e \| José Azevedo \| Portugal \| US Postal Service-Berry Floor \| + 22 s \| \| 5e \| José Luis Rubiera \| Espagne \| US Postal Service-Berry Floor \| + 24 s \| \| 6e \| José Enrique Gutiérrez \| Espagne \| Phonak Hearing Systems \| + 27 s \| \| 7e \| Viatcheslav Ekimov \| Russie \| US Postal Service-Berry Floor \| + 30 s \| \| 8e \| Tyler Hamilton \| États-Unis \| Phonak Hearing Systems \| + 36 s \| \| 9e \| Santos González \| Espagne \| Phonak Hearing Systems \| + 37 s \| \| 10e \| Bert Grabsch \| Allemagne \| Phonak Hearing Systems \| + 41 s \| |                        |            |                               |        |
| |                        |            |                               |        |
| |                        |            |                               |        |
| Classement général |                        |            |                               |        |
| Coureur | Coureur                | Pays       | Équipe                        | Temps  |
| 1er | Lance Armstrong        | États-Unis | US Postal Service-Berry Floor | DQ     |
| 2e | George Hincapie        | États-Unis | US Postal Service-Berry Floor | DQ     |
| 3e | Floyd Landis           | États-Unis | US Postal Service-Berry Floor | + 16 s |
| 4e | José Azevedo           | Portugal   | US Postal Service-Berry Floor | + 22 s |
| 5e | José Luis Rubiera      | Espagne    | US Postal Service-Berry Floor | + 24 s |
| 6e | José Enrique Gutiérrez | Espagne    | Phonak Hearing Systems        | + 27 s |
| 7e | Viatcheslav Ekimov     | Russie     | US Postal Service-Berry Floor | + 30 s |
| 8e | Tyler Hamilton         | États-Unis | Phonak Hearing Systems        | + 36 s |
| 9e | Santos González        | Espagne    | Phonak Hearing Systems        | + 37 s |
| 10e | Bert Grabsch           | Allemagne  | Phonak Hearing Systems        | + 41 s |

## Classements annexes
| Classement par points | Classement par points | Classement par points | Classement par points | Classement par points |
| Coureur               | Coureur               | Pays                  | Équipe                | Points                |
| --------------------- | --------------------- | --------------------- | --------------------- | --------------------- |
| 1er                   | Robbie McEwen         | Australie             | Lotto-Domo            | 93 pts                |
| 2e                    | Jean-Patrick Nazon    | France                | AG2R Prévoyance       | 85 pts                |
| 3e                    | Jaan Kirsipuu         | Estonie               | AG2R Prévoyance       | 74 pts                |
| 4e                    | Danilo Hondo          | Allemagne             | Gerolsteiner          | 74 pts                |
| 5e                    | Thor Hushovd          | Norvège               | Crédit Agricole       | 70 pts                |

| Classement par points | Classement par points | Classement par points | Classement par points | Classement par points |
| Coureur               | Coureur               | Pays                  | Équipe                | Points                |
| --------------------- | --------------------- | --------------------- | --------------------- | --------------------- |
| 1er                   | Robbie McEwen         | Australie             | Lotto-Domo            | 93 pts                |
| 2e                    | Jean-Patrick Nazon    | France                | AG2R Prévoyance       | 85 pts                |
| 3e                    | Jaan Kirsipuu         | Estonie               | AG2R Prévoyance       | 74 pts                |
| 4e                    | Danilo Hondo          | Allemagne             | Gerolsteiner          | 74 pts                |
| 5e                    | Thor Hushovd          | Norvège               | Crédit Agricole       | 70 pts                |

| Classement de la montagne | Classement de la montagne | Classement de la montagne | Classement de la montagne       | Classement de la montagne |
| Coureur                   | Coureur                   | Pays                      | Équipe                          | Points                    |
| ------------------------- | ------------------------- | ------------------------- | ------------------------------- | ------------------------- |
| 1er                       | Paolo Bettini             | Italie                    | Quick Step-Davitamon            | 19 pts                    |
| 2e                        | Janek Tombak              | Estonie                   | Cofidis-Le Crédit par Téléphone | 14 pts                    |
| 3e                        | Jens Voigt                | Allemagne                 | CSC                             | 9 pts                     |
| 4e                        | Bram de Groot             | Pays-Bas                  | Rabobank                        | 7 pts                     |
| 5e                        | Jérôme Pineau             | France                    | Brioches La Boulangère          | 3 pts                     |

| Classement de la montagne | Classement de la montagne | Classement de la montagne | Classement de la montagne       | Classement de la montagne |
| Coureur                   | Coureur                   | Pays                      | Équipe                          | Points                    |
| ------------------------- | ------------------------- | ------------------------- | ------------------------------- | ------------------------- |
| 1er                       | Paolo Bettini             | Italie                    | Quick Step-Davitamon            | 19 pts                    |
| 2e                        | Janek Tombak              | Estonie                   | Cofidis-Le Crédit par Téléphone | 14 pts                    |
| 3e                        | Jens Voigt                | Allemagne                 | CSC                             | 9 pts                     |
| 4e                        | Bram de Groot             | Pays-Bas                  | Rabobank                        | 7 pts                     |
| 5e                        | Jérôme Pineau             | France                    | Brioches La Boulangère          | 3 pts                     |

| Classement du meilleur jeune | Classement du meilleur jeune | Classement du meilleur jeune | Classement du meilleur jeune | Classement du meilleur jeune |
| Coureur                      | Coureur                      | Pays                         | Équipe                       | Temps                        |
| ---------------------------- | ---------------------------- | ---------------------------- | ---------------------------- | ---------------------------- |
| 1er                          | Matthias Kessler             | Allemagne                    | T-Mobile                     | 14 h 56 min 07 s             |
| 2e                           | Tom Boonen                   | Belgique                     | Quick Step-Davitamon         | + 48 s                       |
| 3e                           | Fabian Cancellara            | Suisse                       | Fassa Bortolo                | + 1 min 11 s                 |
| 4e                           | Mark Scanlon                 | Irlande                      | AG2R Prévoyance              | + 1 min 16 s                 |
| 5e                           | Mikel Astarloza              | Espagne                      | AG2R Prévoyance              | + 1 min 25 s                 |

| Classement du meilleur jeune | Classement du meilleur jeune | Classement du meilleur jeune | Classement du meilleur jeune | Classement du meilleur jeune |
| Coureur                      | Coureur                      | Pays                         | Équipe                       | Temps                        |
| ---------------------------- | ---------------------------- | ---------------------------- | ---------------------------- | ---------------------------- |
| 1er                          | Matthias Kessler             | Allemagne                    | T-Mobile                     | 14 h 56 min 07 s             |
| 2e                           | Tom Boonen                   | Belgique                     | Quick Step-Davitamon         | + 48 s                       |
| 3e                           | Fabian Cancellara            | Suisse                       | Fassa Bortolo                | + 1 min 11 s                 |
| 4e                           | Mark Scanlon                 | Irlande                      | AG2R Prévoyance              | + 1 min 16 s                 |
| 5e                           | Mikel Astarloza              | Espagne                      | AG2R Prévoyance              | + 1 min 25 s                 |

| Classement par équipes | Classement par équipes        | Classement par équipes | Classement par équipes |
| Équipe                 | Équipe                        | Pays                   | Temps                  |
| ---------------------- | ----------------------------- | ---------------------- | ---------------------- |
| 1re                    | US Postal Service-Berry Floor | États-Unis             | 42 h 20 min 59 s       |
| 2e                     | Phonak Hearing Systems        | Suisse                 | + 1 min 13 s           |
| 3e                     | T-Mobile                      | Allemagne              | + 1 min 44 s           |
| 4e                     | CSC                           | Danemark               | + 1 min 52 s           |
| 5e                     | Illes Balears-Banesto         | Espagne                | + 1 min 54 s           |

| Classement par équipes | Classement par équipes        | Classement par équipes | Classement par équipes |
| Équipe                 | Équipe                        | Pays                   | Temps                  |
| ---------------------- | ----------------------------- | ---------------------- | ---------------------- |
| 1re                    | US Postal Service-Berry Floor | États-Unis             | 42 h 20 min 59 s       |
| 2e                     | Phonak Hearing Systems        | Suisse                 | + 1 min 13 s           |
| 3e                     | T-Mobile                      | Allemagne              | + 1 min 44 s           |
| 4e                     | CSC                           | Danemark               | + 1 min 52 s           |
| 5e                     | Illes Balears-Banesto         | Espagne                | + 1 min 54 s           |